# Латакија (покрајина)
Латакија (арап. مُحافظة اللاذقية‎ - Muḥāfaẓat al-Lādhiqīyah) је покрајина на западу Сирије. Покрајина на западу излази на Средоземно море, на југу се граничи са покрајином Тартус, на истоку са покрајином Хама, а на сјеверу са покрајином Индбил и са Турском. Административно сједиште покрајине је град Латакија.
Други већи градови су Хафа, Џабла и Кардаха.

## Окрузи покрајине
Окрузи носе имена по својим својим административним сједиштима, а покрајина Латакија их има 4 и то су:
- Хафа
- Џабла
- Латакија
- Кардаха